# Abadou
Abadou (en àrab ابادو, Abādū; en amazic ⴰⴱⴰⴷⵓ) és una comuna rural de la província d'Al Haouz, a la regió de Marràqueix-Safi, al Marroc. Segons el cens de 2014 tenia una població total de 10.602 persones.